# Marshalls

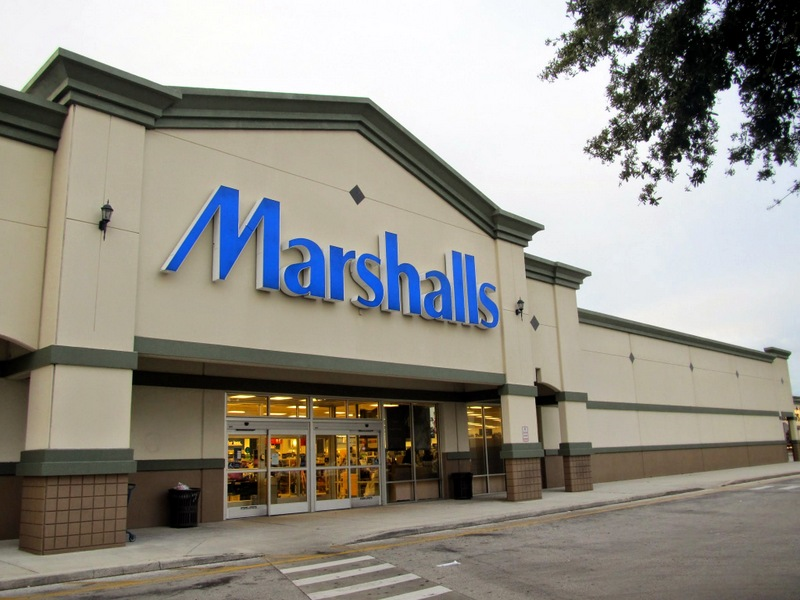
Магазин Marshalls в Орландо, штат Флорида

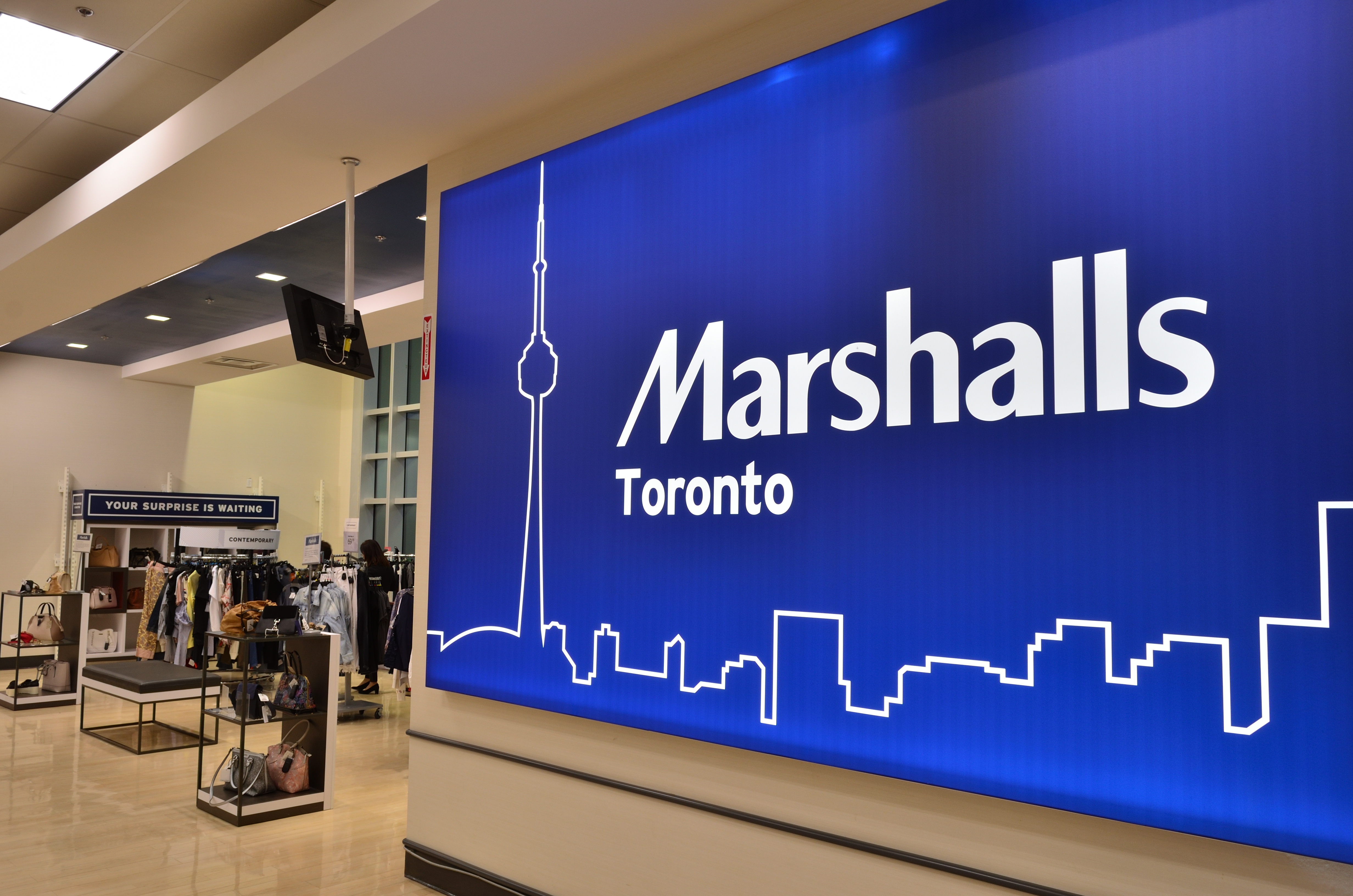
Магазин Marshalls в Торонто

Marshalls — сеть американских универмагов, принадлежащих компании TJX. Marshalls имеет более 1000 американских магазинов, включая более крупные магазины под названием Marshalls Mega Store, охватывающие 42 штата и Пуэрто-Рико, и 61 магазин в Канаде. Marshalls впервые появился в Канаде в марте 2011 года. Marshalls второй по величине продавец недорогой семейной одежды и предметов домашней моды в США после своей родственной компании TJ Maxx. Его лозунг — это ваш сюрприз, который ждет и никогда не скучает, всегда удивляет.

## История
Marshalls ведет свою историю с 1956 года, когда Альфред Маршалл (28 февраля 1919 — 28 декабря 2013) собрал группу новаторских предпринимателей на Восточном побережье, включая Бернарда Голдстона, Нормана Баррена и Ирвинга Блитта (Фрэнк Эсти и Бернард Рибас присоединились к предпринимателям в 1960 году, купив акции Бернара Голдстона), чтобы совместно запустить концепцию «Brand Names For Less». Размышляя о послевоенных явлениях, буме в экономике и росте цен в пригородах, — Marshall и партнеры нашли способ с выгодой для себя встретить кризис. Вместе они открыли универмаг самообслуживания в Беверли, штат Массачусетс, предлагая одежду и предметы домашнего обихода по заманчиво низким ценам. Дополнительная площадь была предоставлена в аренду другим фирмам для продажи обуви и спортивных товаров, но отдельная собственность на эти отделы была не видна.
Эта концепция оказалась чрезвычайно успешной; 10 лет спустя Marshalls стал ведущим магазином розничной сетью в стране. Учитывая нестабильность американской экономики в 1970-х годах, когда экономический спад отразился на привычках большинства покупателей, внеценовая отрасль набирала обороты. Покупая продукцию производителей после сезона, перерасхода и закрытия, Marshalls смог предложить модные, высококачественные «дизайнерские» товары по ценам на 20 — 60 процентов ниже, чем в универмагах.
В 1976 году Marshalls была приобретена Melville Corporation (владельцем CVS) и пережил огромный рост с 1977 по 1980-е годы. К 1993 году Marshalls распространились на 42 штата, в том числе Гавайи, и открыл несколько офисов в центре города. В 1995 году Marshalls был куплен компанией TJX, материнской компанией её основного конкурента, TJ Maxx, за 606 миллионов долларов. TJ Maxx возник, когда предшественник TJX, Zayre, нанял бывшего исполнительного директора Marshalls Бена Каммерату для создания клона Marshalls.
Marshalls and T.J. Maxx функционируют как родственные магазины, и имеют схожие торговые точки по всей стране. В то время как эти две компании работают почти в одинаковом ценовом диапазоне и имеют схожие планировки магазинов, Marshalls отличается тем, что больше внимания уделяется семейной обуви и более крупным отделом с одеждой для мужчин и юношей.

## Юридические проблемы
В Калифорнии TJX заплатил 100 миллионов долларов США, чтобы урегулировать коллективный иск работников в 2002 году. В котором утверждалось, что Marshalls злоупотреблял освобожденными и не освобожденными классификациями, чтобы избежать выплаты сверхурочных или компенсационного времени сотрудникам, выполняющим определённые функции и не освобождающихся от трудовых обязанностей. Как этого требует федеральный закон о справедливых трудовых стандартах.

## Благотворительная деятельность
Предприятие наладило партнерские отношения на национальном и местном уровнях с благотворительными организациями США. Все пожертвования и усилия Marshalls по сбору средств направлены на оказание помощи детям, семьям и их сообществам в рамках этих программ:
- Предотвращение насилия в семье
- Фонд исследования диабета среди несовершеннолетних
- Национальная молодёжная кампания по борьбе с наркотиками
- Детская научно-исследовательская больница св. Иуды
- United Way

## Marshalls в Канаде
Marshalls открыл свои первые магазины в Канаде в марте 2011 года. По состоянию на ноябрь 2016 года Marshalls в Канаде имеет 50 самостоятельных магазинов, которые планируют открыть около 100 дополнительных магазинов по всей стране.

## Дополнительные ссылки
- Официальный сайт Marshalls по адресу marshalls.com
- Marshalls Canada на сайте marshalls.ca
- Официальный сайт компаний TJX по адресу tjx.com